# 花輪堤ハナショウブ群落

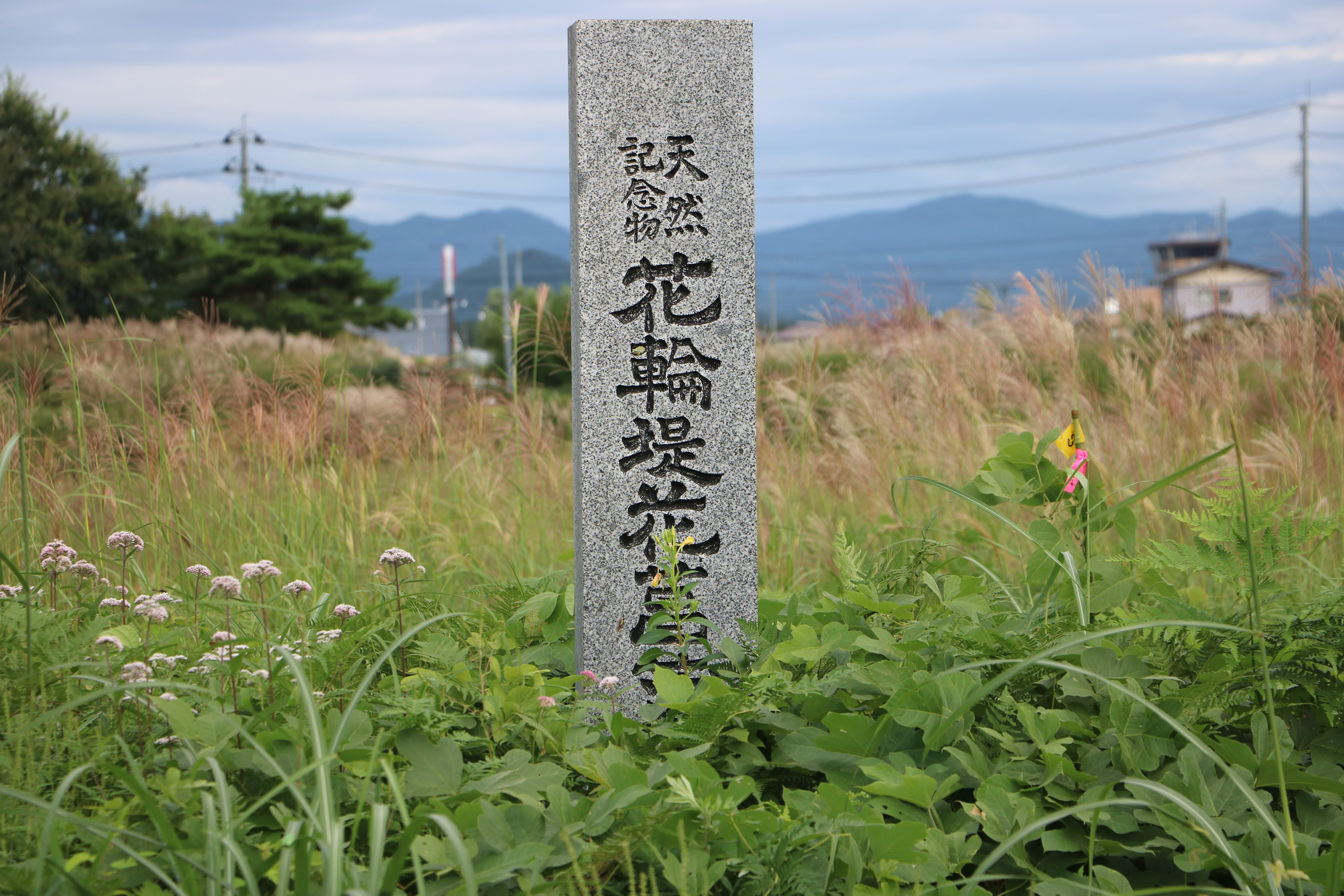
花輪堤ハナショウブ群落。指定区域西側の東北本線沿いにある天然記念物指定石碑。2022年9月7日撮影。

花輪堤ハナショウブ群落（はなわつつみハナショウブぐんらく）は、岩手県花巻市西宮野目にある、国の天然記念物に指定されたノハナショウブの群落である。
ノハナショウブ（野花菖蒲、学名：Iris ensata または Iris ensata var. spontanea）は、アヤメ科アヤメ属の多年草で、日本国内各所の菖蒲園などで見られる園芸種であるハナショウブ（花菖蒲、I. e. var. ensata）の原種である。指定名称「花輪堤ハナショウブ群落」に冠された花の名前は花菖蒲（ハナショウブ）となっているが、実際には野生の野花菖蒲（ノハナショウブ）であり、資料や文献、現地での表記等を含め「花輪堤ノハナショウブ群落」と表記されることが多い。これは花菖蒲と言えば今日では一般的に、菖蒲園などで見られるノハナショウブを改良した品種を指すため、花巻市教育委員会や各研究機関などが作成する調査報告書などでは混同を避けるため「花輪堤ノハナショウブ群落」とされている。例年、6月下旬から7月上旬に開花する。
花輪堤は東北本線の花巻空港駅から南方向の線路東側に面した、水田の灌漑に使用される小規模なため池と湿地で、本州北部におけるノハナショウブの代表的な密生地として、1935年（昭和10年）4月11日に「花輪堤花菖蒲群落」として国の天然記念物に指定された。これは国の天然記念物に指定されたアヤメ科の植物としては最も早い指定である。
1965年（昭和40年）頃より、開花数の減少や株の生育状況が衰え始めたため、花巻市教育委員会や植物学者らによる調査や対策が行われ、それに加えて地元の岩手県立花巻南高等学校生物部の生徒により継続的な調査が行われるなど一般市民の関心も高く、1992年（平成4年）以降に周辺で実施された圃場整備事業の一環として、群生地の土壌水分の動態を詳細に観測する水収支が行われ、水資源学会誌で取り上げられるなど水文学の研究対象ともなっている。

## 解説

### 花輪堤

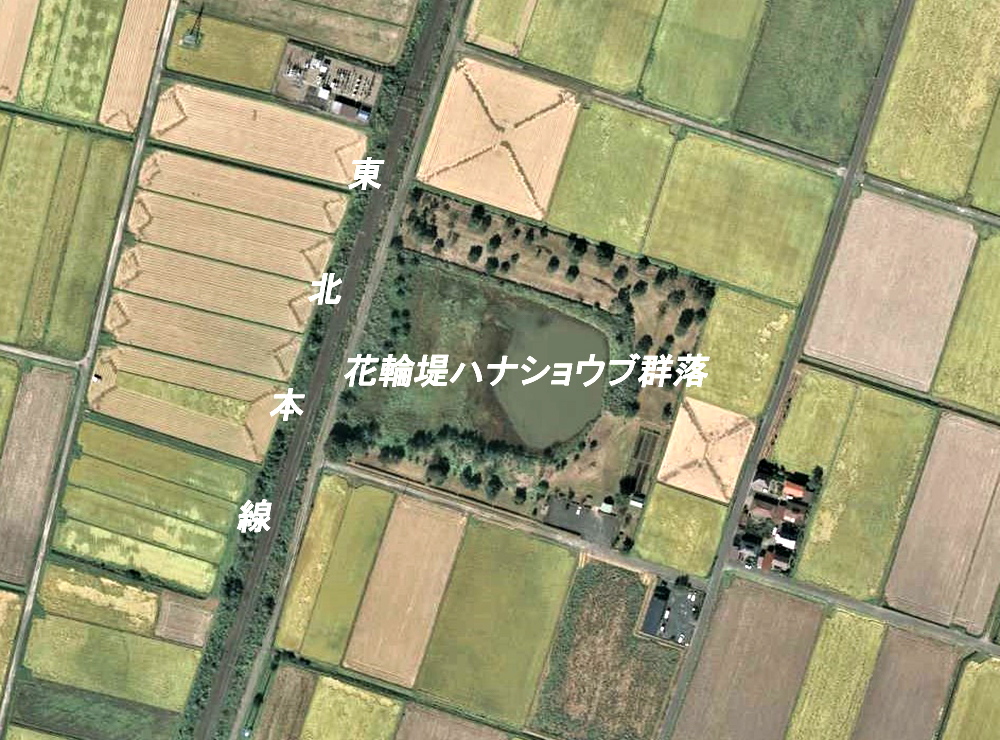
花輪堤ハナショウブ群落周辺の空中写真。
すぐ西側を南北に東北本線が走る。。
（2011年9月23日撮影の画像を使用作成）

花輪堤のハナショウブ群落は東北本線の花巻空港駅（旧称・二枚橋駅）から南南西へ約 1,300 m 、花巻空港から西へ約 700 m の、奥羽山脈側から東側へ緩やかな下り勾配の標高 96 m 付近にあり、金ヶ崎段丘と呼ばれる北上川の河岸段丘面上に開けた水田が広がる一帯である。周辺には古くから灌漑に使用される小規模なため池が多くあり、地元ではこうした池沼を「○○堤」と呼んでおり花輪堤もそのひとつである。
花輪堤が造られた正確な年代は明らかではないが、嘉永年間（1848年から1854年）末期から安政年間（1854年から1860年）年代と推定されており、それ以降は周辺の水田灌漑用として使用され続けている。花輪堤の堤内のため池の周囲、特に水を引き入れる上流側に当たる西側は流入する土砂などにより徐々に陸化したため、ため池の周囲には湿地が形成され始め、ノハナショウブの群落は150年以上にわたり成立していると考えられている。群落が形成された要因は、ため池の水量が長い年月にわたり適度に保たれていたこと、それに加え野焼きによる他の植物との共存関係が働いていたことなど、半ば人為が加わることによって成立し続けてきた群落と言える。仮に人為が全く加わらない状態が続いていたら、植生の遷移が進み、堤の周辺に残存するようなアカマツやコナラの林になっていたと考えられている。
花輪堤の野花菖蒲は個体によって花色が著しく変異していることが、当時の岩手県天然記念物調査委員であった岩手県師範学校教員の鳥羽源蔵により指摘され、日本の天然記念物の制度制定に大きくかかわった植物学者の三好学（東京帝國大学教授）による現地調査が、1934年（昭和9年）7月13日に鳥羽も同行して行われ、その結果、本州北部における代表的密生地であり、花色の変化に富んでいること、外花被片に奇態の出現する点が学術上有益であるとして、翌1935年（昭和10年）4月11日に国の天然記念物に指定された。この指定はアヤメ科の植物を対象とした最初の国指定の天然記念物である。
指定区域は長方形で東西に長く、東側の水域（湛水域）と西側の陸域（植生域）に大別され、面積は水域が6,310 m2、陸域（植生域）が7,140 m2であり、湛水域と植生域を含めて天然記念物に指定されているが、このうちノハナショウブは陸域に群生している。ノハナショウブは花菖蒲園のイメージが強いため、水の中に生育する植物と思われがちであるが、この属（アヤメ属）の中にはカキツバタのように水辺を好む種類もあるものの、アヤメ科全体を見れば乾燥した草原に生育する種がほとんどであり、ノハナショウブも比較的生育範囲が広い種であるが、極度に湿性が強い場所、常時冠水するような場所では生育できない。

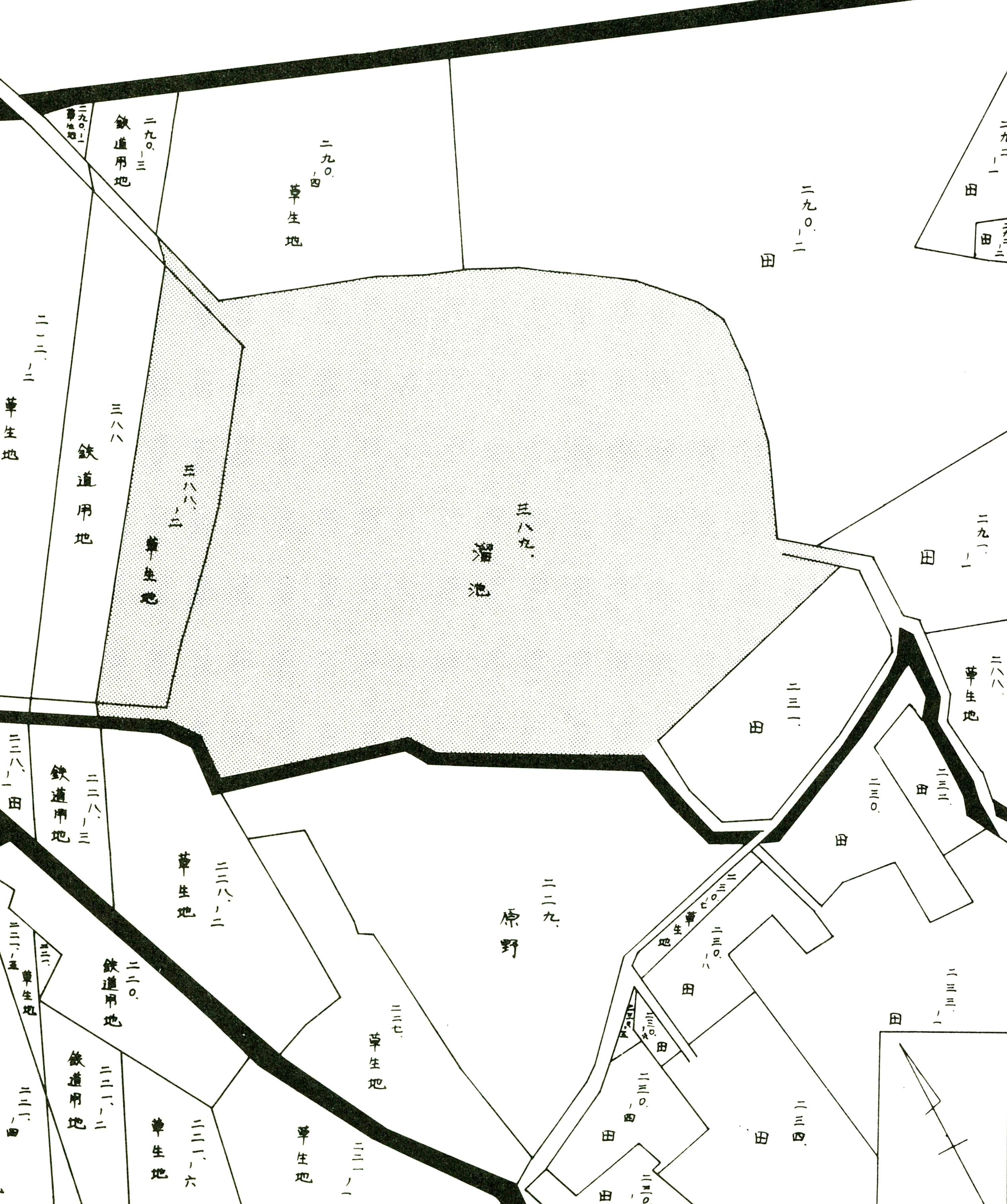
1887年（明治20年）頃の岩手縣稗貫郡宮野目村大字西宮野目第五地割字君ヶ澤（部分）の地割図。中央の網掛部分がほぼ花輪堤に該当する。左側に鉄道用地とあるのは東北本線の敷設予定地。
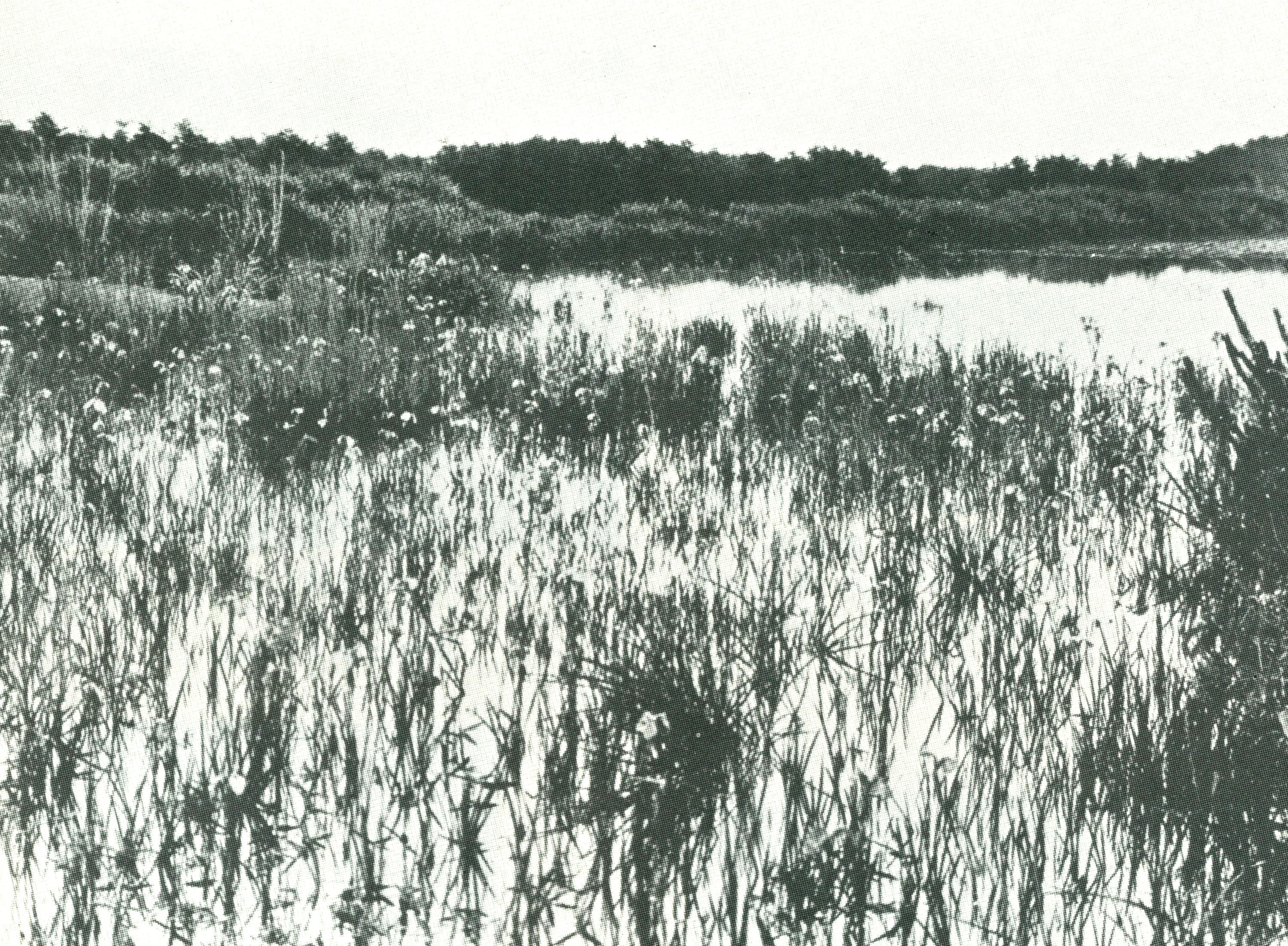
1934年（昭和9年）7月13日の現地調査時に、三好学が撮影した花輪堤ハナショウブ群落の様子。

### 花数減少と保全調査

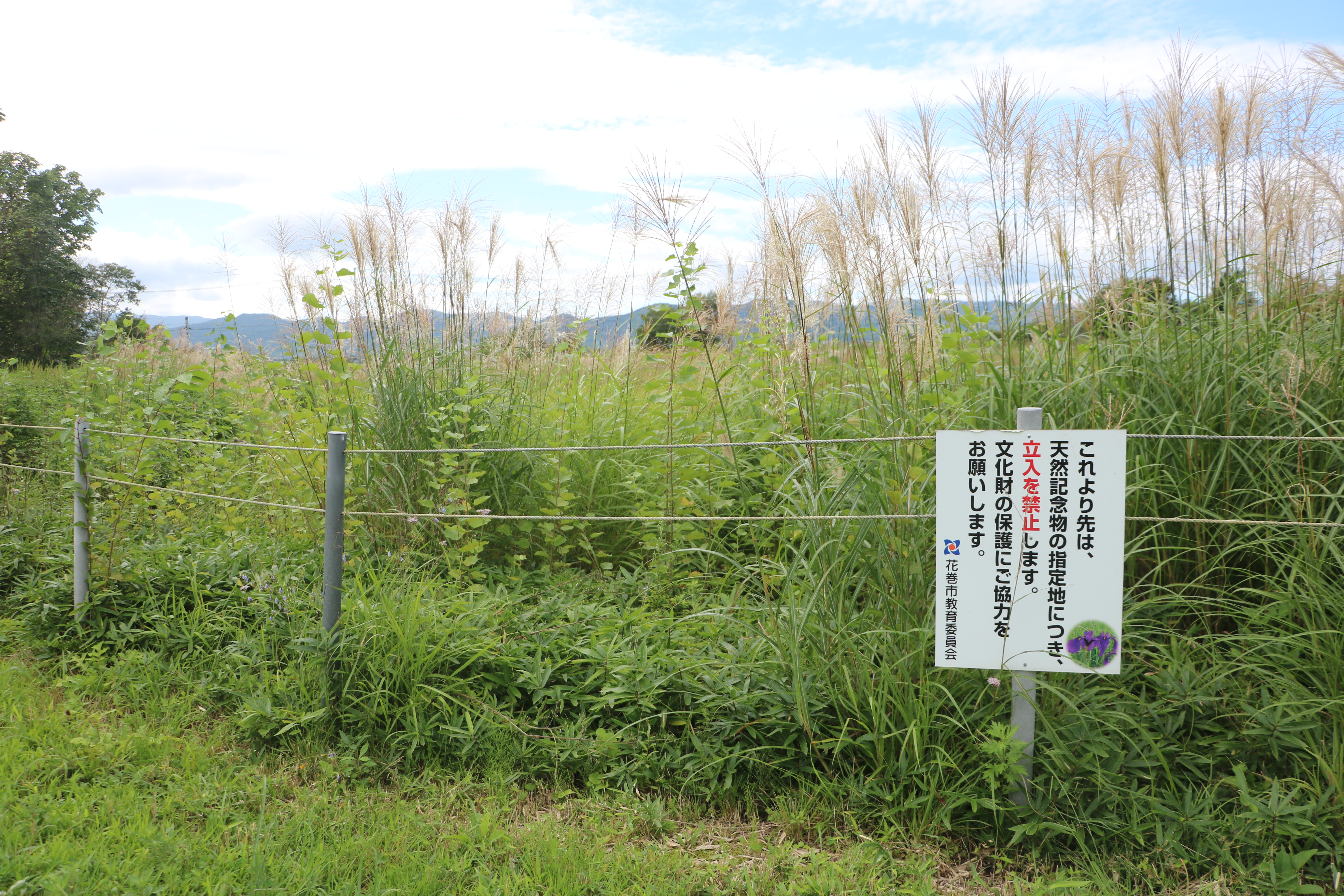
指定区域は立入りが制限されている。2022年9月7日撮影。

国の天然記念物に指定された当時、指定地は数名の個人所有地であった。1887年（明治20年）頃の地割図を見ると、東北本線の施設用地の東側に「溜池」「草生地」などの地割が確認できるが、この場所が今日の花輪堤である。1949年（昭和24年）頃より指定地のノハナショウブが少なくなってきたため、化学肥料を施肥したところ雑草の繁茂を招いてしまったという。1962年（昭和37年）12月に、指定地全体が花巻市によって買い取られ、堤内にT字型の灌水路が設置されるなど、花巻市による管理と地元の宮野目農協や青年会、岩手県立花巻南高等学校生物部の生徒らが保存に当たってきたが、ススキやテンツキなど他植物の生育が優勢になり、ノハナショウブの株数が減少し始めてしまった。
花輪堤ハナショウブ群落を管理する花巻市教育委員会では、保全や増殖の対策立案の基礎資料として 東北大学理学部の飯泉茂に調査を依頼し、1983年（昭和58年）から2年間にわたり花輪堤の植生、土壌、生育状況など詳細な調査が行われた。その結果、花輪堤内部の植生は大きく分けて、1.乾性植物群落（1区分）、2.湿性植物群落（3区分）、3.挺水（常時冠水）植物群落（1区分）、4.挺水浮草植物群落（2区分）の4つの群落、合計7区分に分類され、それぞれの区分ごとの植生占有率から、主にノハナショウブは、2.湿性植物群落内の1区分に分散して生育していることが確認された。

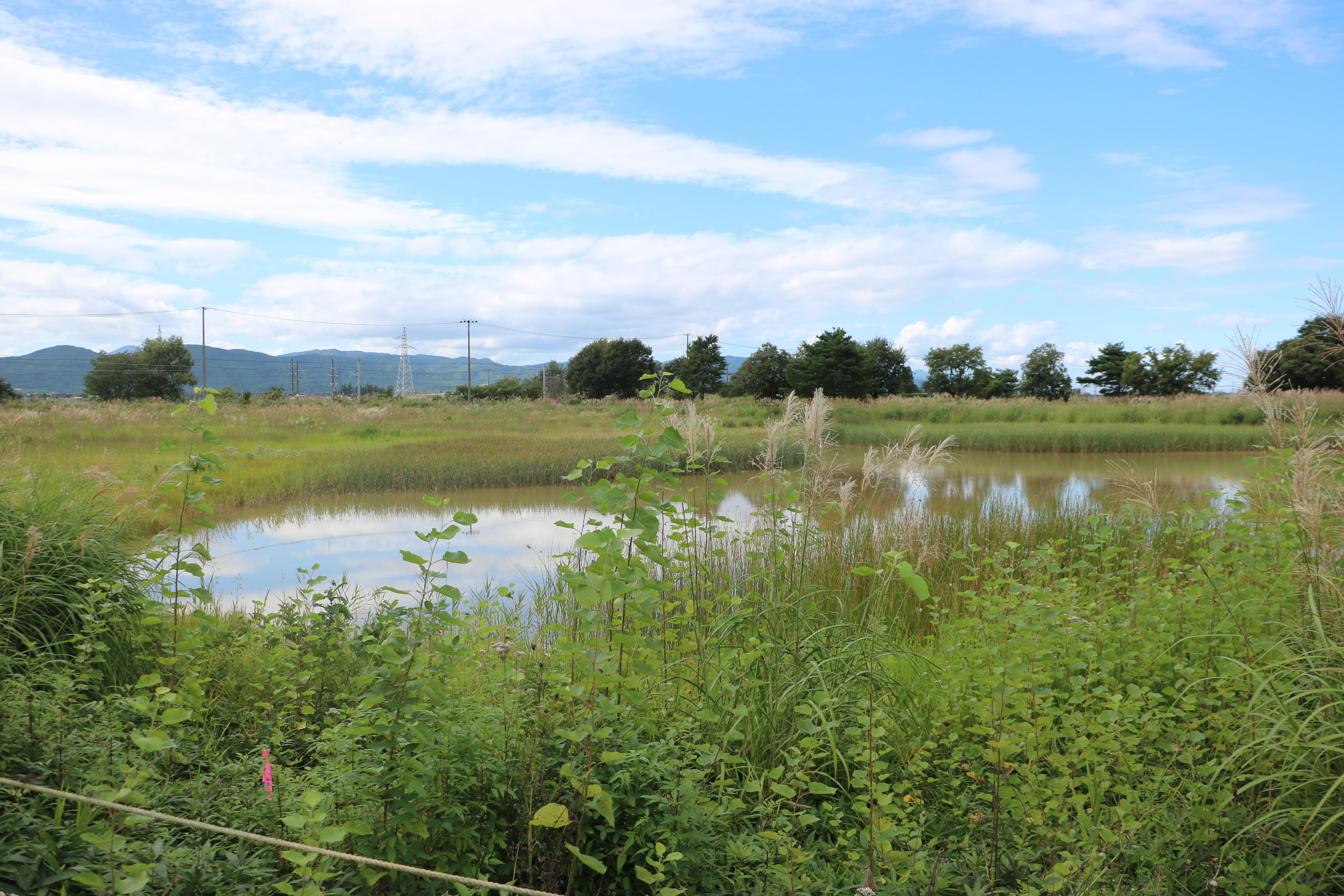
花輪堤のため池。2022年9月7日撮影。

また、季節をまたいだ継続的な調査により、野焼きや草刈り実施区画と無実施区画の比較、播種による黒土客土由来の在来種侵入の確認、気温と降水量、区画毎の地下水位のデータが採取され考察が行われた。ノハナショウブは乾性地と池の中間の推移帯に多く分布し、適度な湿度の土壌を好み過度な湿度を嫌う。したがってため池と湿地帯、草地が連続する現状のままを保全することが重要で、適切な野焼きや刈り取りにより、植生遷移を促す点で重要であるとされた。
花輪堤周辺では1992年（平成3年）から5年間にわたり圃場整備が実施され、その一環として天然記念物指定区域内の保全のため、埋設給水管や吸水渠、集水渠など複数の対策工法が施行されたが、その後もノハナショウブの開花数の減少傾向が続いたため、圃場整備効果の再評価の必要が生じた。岩手県が主体となり2003年（平成14年）5月1日から10月31日までの6か月間にわたり、群生地のモニタリングが行われ、雨量、気温・湿度、風速、日射、反射、水位など多岐にわたる観測装置を設置し、ノハナショウブ群生地に対するマクロな水収支と、ミクロな土壌水分動態の調査が行われた。
給水管を使用して観測した区域内への水の流入量や流出量の各データ、湛水域および植生域の蒸発散量の推定などから、保全工法の主体であった漏水防止の止水壁は有効に機能していると判断された一方で、ノハナショウブにとって加湿な環境を作り出してしまった可能性も否定できないとしている。ノハナショウブは土壌水分の微妙な乾湿の差が生育に影響を与えると考えられ、また、土壌の踏み付けによる生育阻害を防止するため、天然記念物区域内への一般の立ち入りは花巻市により制限されている。ノハナショウブの開花数の変動は調査開始から年毎の変動が大きく、開花数、株数など長期間にわたりデータが取られているが、気温や日照時間との関連性は未だに解明されていない。

## 交通アクセス
所在地
- 岩手県花巻市西宮野目5-263[7]。

交通
- 東北自動車道花巻インターチェンジより車で5分[7]。
- 東日本旅客鉄道（JR東日本）東北本線花巻空港駅より約1.3 km。
- 東日本旅客鉄道（JR東日本）東北新幹線新花巻駅よりタクシーで10分[7]。